# Tomentella juncicola
Tomentella juncicola är en svampart som beskrevs av Svrcek 1958. Tomentella juncicola ingår i släktet Tomentella och familjen Thelephoraceae.   Inga underarter finns listade i Catalogue of Life.